# Piero Fruosino di Antonio da Vinci
Piero Fruosino di Antonio da Vinci (1427 – 9 juli 1504) was een notaris en later kanselier van en ambassadeur namens de Florentijnse Republiek. Da Vinci stamt af van een rijke Italiaanse familie van notabelen. Tevens was hij de vader van Leonardo da Vinci.
Piero da Vinci was een zoon van Antonio da Vinci.